# Mas Borracho
Mas Borracho – czwarty album zespołu Infectious Grooves. Na gitarze basowej oprócz Roberta Trujillo udzielał się 22-letni wówczas Josh Paul, który po opuszczeniu Suicidal Tendencies oraz Infectious Grooves zakotwiczył w zespole Kelly Osbourne a także stworzył wraz z Brooksem Wackermanem zespół Hot Potty.

## Lista utworów
1. "Citizen of the Nation" (4:24)
2. "Just a Lil Bit" (3:38)
3. "Lock It in the Pocket" (3:36)
4. "Good for Nothing" (4:26)
5. "Borracho" (4:06)
6. "Good Times Are out to Get You" (3:14)
7. "Wouldn't You Like to Know" (2:55)
8. "Going, Going, Gone" (5:28)
9. "21st Century Surf Odyssey" (2:46)
10. "Please Excuse This Funk Up" (4:37)
11. "Fill You Up" (4:50)
12. "What Goes Up" (3:55)
13. "Leave Me Alone" (7:08)

Pneumonia EP
1. "Suicidal Tendencies/Su Casa Es Mi Casa" (*) (4:11)
2. "My Head -- The Beard" (*) (3:41)
3. "No Mercy Fool! /Choosin' My Own Way of Life" (*) (2:43)
4. "Creeper/Rollin' in the Rain" (*) (4:57)
5. "Cyco Miko/Strugglin'" (*) (3:01)

## Twórcy
- Mike Muir – śpiew
- Dean Pleasant – gitara
- Steve Siegrist – kierownictwo artystyczne
- Adam Siegel – gitara, instrumenty klawiszowe, projekt okładki
- Robert Trujillo – gitara basowa
- Brooks Wackerman – perkusja
- Josh Paul – gitara basowa (on Pneumonia EP)
- Herman Jackson – instrumenty klawiszowe